# Macrojoppa concinna
Macrojoppa concinna är en stekelart som först beskrevs av Brulle 1846.  Macrojoppa concinna ingår i släktet Macrojoppa och familjen brokparasitsteklar. Inga underarter finns listade i Catalogue of Life.